# Шейх-Махале (Совмее-Сара)
Шейх-Махале (перс. شيخ محله) — село в Ірані, у дегестані Генд-Хале, у бахші Тулем, шагрестані Совмее-Сара остану Ґілян. За даними перепису 2006 року, його населення становило 1008 осіб, що проживали у складі 279 сімей.

## Клімат
Середня річна температура становить 14,04°C, середня максимальна – 28,08°C, а середня мінімальна – -1,28°C. Середня річна кількість опадів – 1019 мм.
| Клімат поселення                              | Клімат поселення | Клімат поселення | Клімат поселення | Клімат поселення | Клімат поселення | Клімат поселення | Клімат поселення | Клімат поселення | Клімат поселення | Клімат поселення | Клімат поселення | Клімат поселення | Клімат поселення |
| Показник                                      | Січ.             | Лют.             | Бер.             | Квіт.            | Трав.            | Черв.            | Лип.             | Серп.            | Вер.             | Жовт.            | Лист.            | Груд.            |                  |
| Середній максимум, °C                         | 7,98             | 8,50             | 11,46            | 17,61            | 21,76            | 25,18            | 28,08            | 27,70            | 24,35            | 20,97            | 16,38            | 11,67            |                  |
| Середня температура, °C                       | 3,35             | 3,86             | 6,82             | 12,97            | 17,13            | 20,57            | 23,84            | 23,47            | 20,10            | 16,75            | 12,15            | 7,42             |                  |
| Середній мінімум, °C                          | −1,28            | −0,77            | 2,21             | 8,33             | 12,48            | 15,92            | 19,60            | 19,23            | 15,87            | 12,51            | 7,90             | 3,18             |                  |
| Норма опадів, мм                              | 107              | 82               | 79               | 50               | 42               | 27               | 21               | 51               | 108              | 165              | 148              | 139              |                  |
| Середньомісячна швидкість вітру, м/с          | 2.20             | 2.40             | 2.40             | 2.30             | 2.30             | 2.60             | 2.58             | 2.32             | 2.18             | 2.10             | 2.09             | 2.06             |                  |
| Середньомісячна сонячна радіація, кДж/м²·день | 6742             | 8953             | 11026            | 15758            | 20118            | 22562            | 23444            | 19661            | 16148            | 10975            | 8487             | 6494             |                  |
| --------------------------------------------- | ---------------- | ---------------- | ---------------- | ---------------- | ---------------- | ---------------- | ---------------- | ---------------- | ---------------- | ---------------- | ---------------- | ---------------- | ---------------- |
| Джерело:                                      |                  |                  |                  |                  |                  |                  |                  |                  |                  |                  |                  |                  |                  |